# زورو
 زورو  (بالإسبانية: El Zorro) (الأصل تسمى  Señor زورو ) هي شخصية خيالية تم إنشاؤها في عام 1919 من قبل بالب بواسطة الكاتب جانستون ماكولي. كان قد شارك في العديد من الكتب والأفلام والمسلسلات التلفزيونية، ووسائل الإعلام الأخرى.
زورو (الإسبانية من الثعلب) هو هوية سرية من  دون دييغو دي لا فيغا  (أصلا  دون دييغو فيغا )، أحد النبلاء الذين يعيشون في الحقبة الاستعمارية الأسبانية في كاليفورنيا. الشخصية قد شهدت تغيرات على مر السنين، ولكن الصورة النمطية لها هو ملثم يرتدى ملابس سوداء لشخص خارج على القانون الذي يدافع عن شعب الأرض ضد مسؤولين الطغيان وغيرهم من الاوغاد. ليس فقط لانه ماكر جدا ويشبه الثعلب ولكن يشكل هدفا ' للسلطات للقبض عليه، لكنه في نفس الوقت كان يسر لجعل خصومه في وضع مهين.

## السمات الشخصية
الشخصية مع سمات وتأثيرات بصرية وعادة ما يرتدي زيا أسود مع قلنسوة سوداء أسبانية في الرأس القناع الذي يغطي الجزء العلوي من الرأس إلى أعلى من مستوى العين. في أول ظهور له، فهو يرتدي عباءة تغطى الجسم بدء من الرأس، وقناعا أسود يغطي وجهه كله مع شقوق للعينين.

## المهارات والموارد

Zorro (غاي وليامز) وبرناردو (جين شيلدون) في خمسينات القرن الماضى زورو (1957 سلسلة تلفزيونية)

زورو هو رياضي رشيق وبهلوان، وذلك باستخدام السوط كونه مثل لاعب الجمباز يجيد التأرجح من خلال الفجوات بين أسقف المدينة، وقادر على الهبوط من ارتفاعات كبيرة ويسقط بدون تردد. على الرغم من انه هو المبارز الرئيسي والقادر على إصابة الهدف فقد أظهر أكثر من مرة مهارته في القتال الأعزل ضد معارضين أشداء.
وقد أتاح له حساب البراعة والدقة والتكتيك أن يستخدم ما لديه من سلاحين رئيسيين، سيفه والسوط، كامتداد ليده الماهرة. انه لم يستخدم القوة الغاشمة قط، ولكن له تصرف الثعلب الماكر في استعمال العقل وتقنية جيدة لممارسة قهر الخصم.
في بعض الإصدارات، زورو يحتفظ بخنجر متوسطة الحجم مدسوس في جراب حذاءه الأيسر لحالات الطوارئ. وقد اعتاد استخدام قبعته كونه أعمى كأداة لنزع السلاح من خصمه. هي أيضا أحذية زورو أحيانا، كما هي قبعته التي يقذفها مثل الفريسبي، تحذيرا لأعداءه بكفاءة كبيرة. ولكن في أكثر الأحيان، وقال انه يستخدم السخرية النفسية لجعل خصومه غاضبون جدا ليكون منسقا في القتال.
زورو هو فارس ماهر، وقد تفاوت اسم حصانه الأسود على مدى السنوات ففى فيلم لعنة كابيسترانو, لم يكن له اسم يميزه.لكن اسمه كان في إصدار لاحق الحصان تورنادو تورنادو أو العاصفة. في إصدارات أخرى، امتطى زورو حصانا أبيض يدعى فانتوم.
مفهوم مكولي حول عصابة من الرجال يساعدون زورو غالبا ما تكون غائبة في الإصدارات الأخرى للشخصية. استثناء من زورو في فيلق القتال (1939)، بطولة ريد هادلي في شخصية دييغو. في قصص مكولي، تم مساعدة زورو برجل من الصم البكم يدعى برناردو. في ديزني المسلسل التلفزيوني، زورو (سلسلة تلفزيونية 1957)  فإن برناردو ليست أصما ولكنه يدعي ذلك، وهو كان بمثابة جاسوس لزورو. وهو مساعد وقادر أن يسدى إليه خدمات لا تقدر بثمن وهو كان يرتدي أحيانا قناعا لتعزيز انتماءه لسيده.
شبكةالتلفزيون اي بي سي الأسرة السابقة#قناة الأسرة ل زورو (1990 سلسلة تلفزيونية) المسلسل التلفزيوني يستبدل برناردو بمراهق يدعى فيليب، يقوم ببطولته خوان دييغو بوتو، ويعان من إعاقة مماثلة (وهى الخرس كنتيجة الصدمة)، وكان يتظاهر بها

### الحلقات السينمائية
- زورو يمتطي مرة أخرى (1937  [لغات أخرى]‏), with جون كارول (ممثل) as a modern-day descendant, Jim Vega
- Zorro's Fighting Legion (1939 في الأفلام  [لغات أخرى]‏), with ريد هادلي
- Zorro's Black Whip (1944  [لغات أخرى]‏), with ليندا ستيرلينغ as an 1880s female descendent, The Black Whip
- Son of Zorro (1947  [لغات أخرى]‏), with George Turner
- Ghost of Zorro (1949 في الأفلام  [لغات أخرى]‏), with كلايتون مور

## الهامش
1. ↑  وصلة مرجع: https://www.latimes.com/archives/la-xpm-2005-jun-28-et-zorro28-story.html. الوصول: 22 مايو 2019.
2. ↑  "معلومات عن زورو على موقع viaf.org". viaf.org. مؤرشف من الأصل في 2016-09-03.
3. ↑  "معلومات عن زورو على موقع cultureelwoordenboek.nl". cultureelwoordenboek.nl. مؤرشف من الأصل في 2016-12-09.
4. ↑  "معلومات عن زورو على موقع web.archive.org". web.archive.org. مؤرشف من الأصل في 2007-11-04. اطلع عليه بتاريخ 2019-05-12.

## وصلات خارجية
- The Official Site of Zorro
- A chronology of the character's activities
- Summaries and screen captures of all versions of Zorro
- A comprehensive guide to the New World Zorro television series
- Zorro The Musical 2008
- Matt Rawle: star of Zorro The Musical 2008 نسخة محفوظة 15 سبتمبر 2008 على موقع واي باك مشين.
- Images of Zorro the Musical
- Database and cover gallery of Zorro in his various comic book adaptations
- A guide to the Walt Disney television series version of Zorro
- Zorro في قاعدة بيانات الأفلام على الإنترنت
- The Curse of Capistrano (aka The Mark of Zorro) by Johnston McCulley online at Arthur's Classic Novels